# Marion Zdzioblo

a Compétitions nationales et continentales officielles uniquement.

b Matchs officiels uniquement.
Dernière mise à jour le 5 juin 2025.
Marion Zdzioblo, née en février 2005 à Angoulême (France), est une joueuse française de rugby à XV évoluant au poste de talonneuse.
Avec son club du Stade bordelais elle est double championne de France en 2024 et 2025.

## Biographie
Marion Zdzioblo naît en février 2005 à Angoulême, dans le département français de la Charente. Elle grandit en Dordogne, puis dans la région de Brive. C'est là, au club de l'Entente vigilante Malemort Brive olympique, qu'elle commence la pratique du rugby à XV en 2018 avant d'intégrer dès la saison suivante les effectifs du CA Brive.
En 2022, elle est appelée dans l'équipe de France des moins de 18 ans, qui concourt au Festival des Six Nations, et en 2024 elle rejoint l'équipe de France des moins de 20 ans pour les Summer Nations Series,, équivalents en junior du Tournoi des Six Nations.
En 2023, elle rejoint le Stade bordelais où elle joue en première division. Avec les Lionnes; elle remporte le Championnat de France en 2024 et 2025,.

## Palmarès
- Vainqueur du Championnat de France en 2024 et 2025 avec le Stade bordelais.